# Haj Ali Razmara
Haj Ali Razmara (en persan : سپهبد حاجیعلی رزم‌آرا) dit parfois Ali Razmara est un chef militaire et homme politique iranien né à Téhéran en 1901 et mort dans la même ville le 7 mars 1951. Commandant en chef de l'armée iranienne (Sepahbod), Haj Ali Razmara est du 26 juin 1950 au 7 mars 1951 Premier ministre d'Iran.
Il étudia à l'Académie militaire de Saint-Cyr et épousa Anwar-el Molouk Hedayat, la sœur de Sadegh Hedayat, avec qui il eut cinq enfants. Razmara est un nom érudit signifiant littéralement en farsi « guerrier aguerri » ou « stratège ». Razmara est décrit comme étant « méthodique, discipliné, sérieux et ambitieux ».
Il est assassiné à Téhéran à l'âge de 49 ans, lors d'une cérémonie à la mosquée du Shah (Téhéran) lors d'un  meurtre par balle perpétré à des fins politiques par un membre de l'organisation Fedayin de l'Islam de Navvab Safavi. Il est assassiné peu de temps après son prédécesseur Abdol-Hossein Hajir dans des circonstances similaires.

## Jeunesse et carrière militaire
Hajj Ali est né à la veille de la fête du sacrifice en 1901. Cela conduisit ses parents à ajouter à son prénom Ali Hajj. À l'école primaire, il avait la réputation d'être le meilleur de la classe. Après avoir fréquenté l'école primaire, il a d'abord fréquenté le lycée français de Téhéran avant de se rendre à Dar-ol Fonoun. Il s'inscrivit ensuite à la nouvellement ouverte école militaire de Téhéran. Lors de l'examen d'entrée, il obtint le dixième meilleur résultat de tous les candidats testés.
Après l'obtention de son diplôme, il commença sa carrière militaire au quartier général de l'administration militaire. Sous Reza Chah, il participa à la répression contre les séparatistes du mouvement de la Jungle de Mirza Kuchak Khan dans le nord de l'Iran et le mouvement séparatiste de Ismael Agha Simko, chef de la tribu kurde Shekak, originaire d'Azerbaïdjan où il eut lieu.
À l'âge de 22 ans, il est envoyé avec d'autres officiers à l'Académie militaire de Saint-Cyr en France. Après deux ans, il rentra en Iran. Il fut ensuite envoyé dans le Lorestan pendant 6 ans pour mettre fin aux émeutes séparatistes en cours. En 1934, il fut renvoyé à Téhéran et chargé de fonder le Centre de cartographie militaire. Plus tard, il devint vice-président de l'Académie militaire iranienne et responsable de la formation des officiers. À 37 ans, en 1938, il est promu général. Dès lors, il fut membre du Haut Conseil Militaire.
En août 1941, quand l'Iran fut attaquée par l'Angleterre et l'Union soviétique et envahie par ces deux pays, il conseilla à Reza Chah de se rendre immédiatement. Après la dissolution de l'armée iranienne par les forces alliées, le général Razmara réorganisa les troupes à Téhéran et rétabli la division no 1.
Sous le gouvernement d'Ahmad Ghavam, le général Razmara devint chef de l'armée iranienne. Après la Seconde Guerre mondiale, il contribua à la dissolution du gouvernement populaire azerbaïdjanais fondé en 1946 avec le soutien de l'Union soviétique et fut ainsi impliqué dans la fin de la crise irano-soviétique.

## Premier Ministre d'Iran

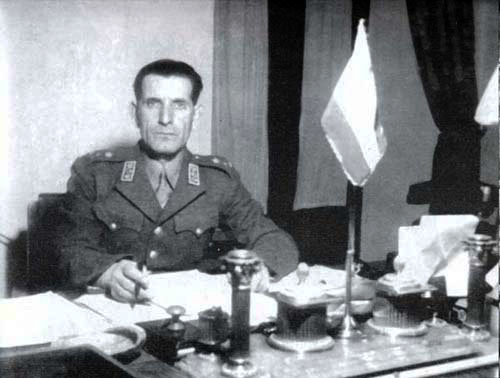
Le Premier Ministre Razmara

Après la démission du Premier ministre Ali Mansour le 26 juin 1950, Hajj Ali Razmara est nommé Premier ministre. Razmara préconisa une décentralisation du gouvernement. Sa devise était: « Apportons le gouvernement au peuple ». En conséquence, il a présenté comme première initiative au Parlement (Majlis) un projet de loi pour la création de conseils de ville et de district au Parlement. L'autonomie locale était prévue par la constitution iranienne, mais n'avait pas encore été mise en œuvre. La ville et les conseils de district devaient devenir responsables des soins de santé locaux, de l'éducation et des projets agricoles. Plusieurs parlementaires s'opposèrent cependant à ce projet, dont Mohammad Mossadegh, Afin de sécuriser sa base de pouvoir politique, Razmara prépara la mise en place d'un nouveau parti politique aux aspects socio-démocratiques.
La réalisation la plus significative du gouvernement de Razmara fut l'institutionnalisation du programme Point IV en Iran à travers un accord avec le président des États-Unis Harry Truman. Durant le mandat de Razmara, des négociations furent ouvertes avec l'Anglo-Iranian Oil Company (AIOC) sur une distribution plus équitable des revenus pétroliers, mais Razmara ne tint pas compte des négociations de ses prédécesseurs. La raffinerie d'Abadan était la plus grande raffinerie au monde depuis 40 ans, mais, comme toutes les autres installations pétrolières de cette partie de l'Iran, elle était exploitée par l'Anglo-Iranian Oil Company (AIOC) britannique sur la base d'un accord conclu en 1933 entre l'AOIC et l'Iran. Avec cet accord, qui devait durer 60 ans, l'Iran avait droit à environ 8 % du produit net de la vente de pétrole brut, sans compter les ventes de raffineries et la vente de produits pétroliers finis. L'AIOC généra un produit net de £ 40 millions en 1947, dont £ 7 millions versés à l'Iran, soit 18 %.

Le conflit politique entre Razmara et Mossadegh marqua tout le mandat de Razmara, dès le départ. 

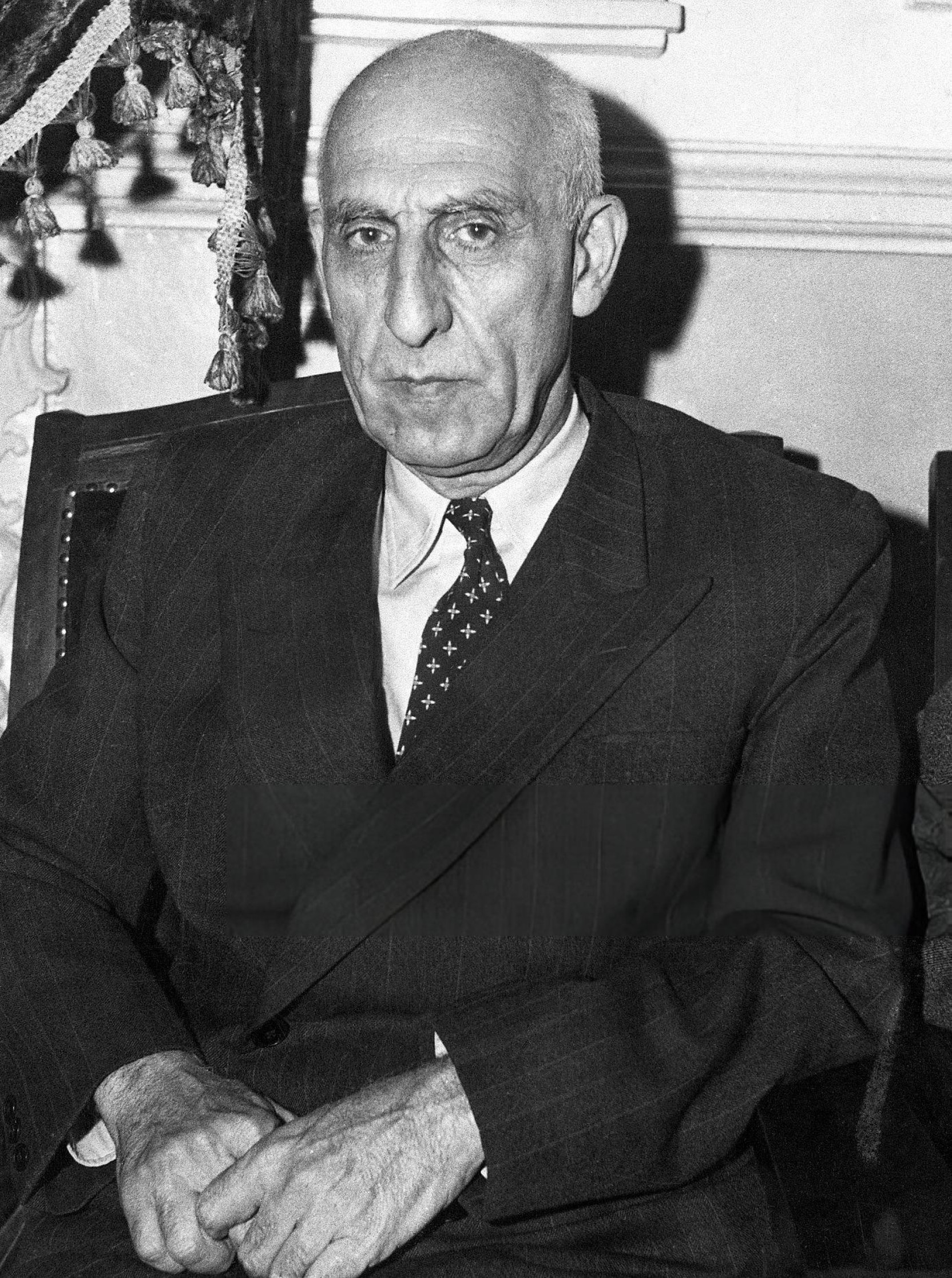
Mohammad Mossadegh

Le fonds de l'opposition entre les deux hommes fut liée à la nationalisation du pétrole iranien auquel Razmara s'opposait . En 1950, l'Arabian-American Oil Company (ARAMCO) négocia avec les saoudiens un nouvel accord prévoyant une répartition 50/50 des revenus nets. S'en inspirant, le gouvernement iranien, le Parlement et le Shah entendirent qu'un arrangement similaire devrait être conclu avec l'AIOC. Dans les négociations, le gouvernement iranien avait déjà essayé de trouver de meilleures conditions, d'exploitation pour l'Iran, mais sans jamais arriver au fameux 50/50 ; les porteurs successifs de projets, Abdolhossein Hajir et Mohammad Sa'ed, notamment, s'était vus traiter d'agents des puissances étrangères et leurs projets non ratifiés par le Parlement. Mossadegh, porte-parole du parti Front national, alla plus loin et exigeait la nationalisation complète de l'industrie pétrolière iranienne, ce à quoi s'opposa farouchement Razmara
Face aux négociations qui traînent avec Razmara, le 20 novembre 1950, plusieurs députés du Front National, dont Mossadegh, présentent un projet de loi en 9 points sur la nationalisation absolue du pétrole au Parlement. Lors d'une séance spéciale au Majlis tenue le 24 décembre 1950, le Premier ministre Razmara déclare au parlement :
"Je tiens à préciser ici que l'Iran n'a pas actuellement les capacités industrielles pour extraire son propre pétrole et le vendre sur le marché mondial [...] Messieurs, vous ne pouvez pas cautionner un tel projet. Avec le personnel à votre disposition, l'Iran ne pourrait même pas gérer une usine de ciment. [...] Je le dis très clairement, cela met en péril la richesse et les ressources de notre pays, et reviendrait à trahir notre pays et notre peuple." 
Mozaffar Bagha'i tint un contre-discours à la déclaration du gouvernement du Premier ministre Razmara. Bagha'i était fermement en faveur de la nationalisation et critiquait fortement la position de Razmara. Les négociations continuèrent entre le gouvernement et l'AIOC ; Ali Razmara se rapprocha plus que tout autre Premier ministre de la ratification de l'accord pétrolier supplémentaire entre l'Iran et l'AIOC.
L'accord s'attira la colère de la plupart des députés iraniens parce qu'il offrait des conditions beaucoup moins favorables que l'accord du Venezuela entre le Standard Oil du New Jersey et le gouvernement vénézuélien, ou l'accord entre l'ARAMCO et l'Arabie saoudite. En outre, il donnait un contrôle continu de l'industrie pétrolière iranienne à une société et un pays étrangers ; les conditions de vie et de travail de ses ouvriers iraniens restaient extrêmement misérables ; il refusait de permettre aux iraniens d'avoir un meilleur rôle dans la gestion de l'entreprise, ainsi que le droit de vérifier les comptes de l'entreprise. L'AIOC acceptait cependant quelques améliorations : l'accord garantissait que les redevances annuelles de l'AIOC au gouvernement iranien ne tomberaient pas en dessous de 4 millions de livres ; il réduisait la zone de forage, et promettait de former plus d'Iraniens pour des emplois administratifs. Razmara demanda à l'Anglo-Iranian Oil Company de réviser certains termes de l'accord, notamment de permettre aux auditeurs iraniens de revoir leurs activités financières, d'offrir des emplois de cadres iraniens et de payer une partie des redevances au gouvernement iranien à l'avance. Les britanniques refusèrent et perdirent cette opportunité.

Mossadegh renforça le différend politique avec le gouvernement le 7 mars 1951, lors d'un communiqué de presse sur la position du Premier ministre Razmara dans la question du pétrole :
"Au nom du Front national, je déclare que les Iraniens ne ressentent que la plus profonde aversion pour ce que le Premier ministre a dit. Nous considérons qu'un gouvernement est illégitime pour accepter une telle humiliation. Il n'y aura aucun moyen de nationaliser le pétrole tant qu'il tiendra un tel discours." 

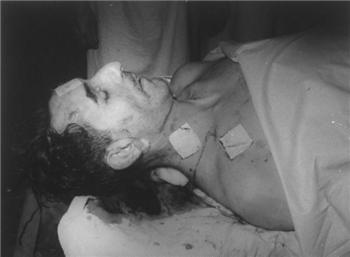
Le corps de Razmara à la morgue

Le même jour, Razmara était assassiné par un membre de Fedayin-e Islam.

## Assassinat

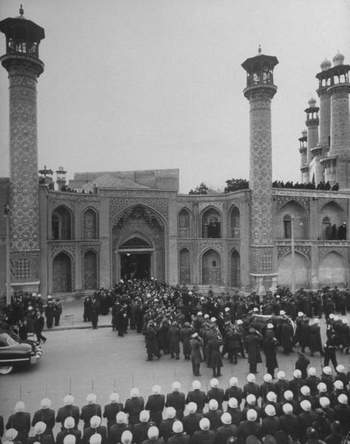
Les funérailles de Razmara

Après avoir parlé au parlement, Razmara se rendit à la mosquée Soltani dans le bazar pour assister aux funérailles de l'ayatollah Fajz. La police avait frayé un chemin pour le premier ministre à travers la foule. Khalil Tahmasebi (en), un membre de Fedayin de l'Islam, sortit de l'assemblée, tira trois fois et blessa mortellement Razmara. Tahmasbi fut arrêté sur les lieux. L'ayatollah Abol-Ghasem Kashani déclara que l'assassin de Razmara était un « sauveur du peuple iranien » et exigea sa libération immédiate de prison. Kashani avait déjà condamné à mort via une fatwa Razmara.
Une semaine après l'assassinat de Razmara, le parlement iranien décida de nationaliser les installations pétrolières. Le 8 mai 1951, Mossadegh devint Premier ministre. Le meurtrier de Razmara fut gracié par le parlement iranien en novembre 1952 sur la base d'une résolution rédigée par Kashani, entre-temps devenu président du Majlis, avec le soutien des membres du Front national. Le père de Razmara, âgé de 104 ans, avait demandé dans une lettre personnelle au Parlement le rejet de la résolution, dans laquelle il soulignait les mérites de son fils, qui avait fait campagne toute sa vie pour la nation. Cependant sa lettre n'eut pas de suite. Le tueur fut célébré comme un héros. Néanmoins, après la chute de Mossadegh, Tahmasebi fut de nouveau arrêté, jugé, condamné à mort pour le meurtre de Razmara et exécuté en 1955.
Hajj Ali Razmara fut enterré à Bagh-e Touti (Jardin des Perroquets) à Shah Abdul Azim à Rey.

## Conséquences politiques
Après l'assassinat de Razmara débuta une période d'assassinats, des menaces de mort et des manifestations violentes, comme le pays n'en avait jamais vu. La nationalisation de l'industrie pétrolière conduisit vite à la crise d'Abadan : si l'Iran gagna sa bataille juridique contre le Royaume-Uni et fonda sa propre société de pétrole, la SNIP, le nombre et la qualification des employés de la nouvelle société lui firent défaut - comme l'avait pensé Razmara. Mais surtout, les britanniques imposèrent un blocus sur le peu de pétrole iranien sortant des raffineries, et la situation économique et sociale du pays se détériora vite.
Avec les États-Unis qui se posèrent en médiateurs, le gouvernement de Mossadegh refusa de revenir, même partiellement, sur la nationalisation, alors que d'autres figures, comme le roi ou Fazlollah Zahedi furent partisans du dialogue. Mossadegh démissionna en 1952, mais le roi le rappela au pouvoir trois jours plus tard face à la pression populaire. Avec le temps se formèrent deux blocs autour des partisans de Mossadegh, et un autre autour de Mohammad Reza Shah, en faveur de la reprise du dialogue avec le Royaume-Uni. Des personnalités comme l'ayatollah Kashani ou Mozaffar Bagha'i rejoignirent ce camp. En juillet 1953, l'intervention d'une coalition des forces religieuses, d'une grande partie de l'armée, des partisans de l'autorité royale et des services secrets américains et britanniques conduisit dans un premier temps à un échec et à l'exil du shah, puis au renversement du gouvernement de Mossadegh, après quoi la crise pris fin.
Au milieu des années 1950, pour enfin régler un temps la question pétrolière, un consortium de distribution international fut formé pour obtenir la vente exclusive du pétrole iranien pour les 25 prochaines années (jusqu'en 1979), pour obtenir une répartition des bénéfices 50/50. Mais, après tout ce qui s'était passé en Iran depuis 1950, l'accord ne satisfit finalement personne. En janvier 1973, le shah fit connaître son intention de ne pas reconduire le contrat après 1979.